# Helen Epstein
Helen Epstein (1961) es una escritora estadounidense, bióloga molecular, y asesora independiente especializada en salud pública en países en desarrollo. Ha conducido estudios en VIH/sida en África y salud reproductivos en África para organizaciones como Rockefeller Fundación, el Consejo de Población, y Human Rights Watch, y sus artículos han aparecido en New York Review of Books, Revista de The New York Times, Granta Revista, y muchas otras publicaciones. Sus intereses de búsqueda incluyen el derecho al cuidado de la salud en países en desarrollo y la relación entre pobreza y salud en países industrializados.

## Biografía
Recibió su BA en 1984 (Física, Universidad de California-Berkeley), su PhD en 1991 (Biología Molecular, Cambridge) y su MSc en 1996 (Salud Pública en países en desarrollo, Escuela de Londres de Higiene y Medicina Tropical).  En 1993, fue a Uganda en búsqueda de una vacuna contra sida y enseñó biología molecular en la Escuela médica en Makerere Universidad en Kampala por un año.
A pesar de sus esfuerzos en encontrar una vacuna falló, presenció de primera mano el sufrimiento causado por VIH, el cual devino el tema de su libro La Cura Invisible: Por qué estamos Perdiendo La Lucha Contra SIDA en África (2007).  Esta historia autobiográfica cuenta 15 años de observar la epidemia y las reacciones de científicos occidentales, agencias humanitarias, y las comunidades más afectados por muertes por sida.  Epstein discute cómo en los países con golpes más duros por VIH no son aquellos cuyos ciudadanos son “promiscuos”, pero donde es común que las personas tengan relaciones sexuales "concurrentes a largo plazo" (en las que un individuo puede tener más de un compañero de largo plazo al mismo tiempo) con los compañeros que se solapan durante meses o años .
Ha sido investigadora visitante becaria en el Centro para Salud y Wellbeing en Princeton Universidad y de 2013 a 2014 fue miembro de Fundaciones de Sociedad Abiertas.

### Libros
- La Cura Invisible: Por qué estamos Perdiendo La Lucha Contra el SIDA en África (2007)

### Reseñas de libros
- "Death by the Numbers (Muerte por los Números)" La Revisión de Nueva York de Libros 54/11 (28 de junio de 2007) : 41-44 [revisiones Steven Johnson, El Mapa de Fantasma: La Historia de La mayoría de Epidemia de Aterrar Londres– y Cómo Cambie Ciencia, Ciudades, y el Mundo Moderno